# Cristobal de Fonseca
Cristobal de Fonseca (1550-1621) est un augustin espagnol, dont les œuvres connurent un vif succès dans la première moitié du XVIIe siècle, en Espagne comme en France. Salué par saint François de Sales dans le prologue de son Traité de l'amour de Dieu, il clôt, en quelque sorte, le Siècle d'or des augustins de Castille.

## Biographie

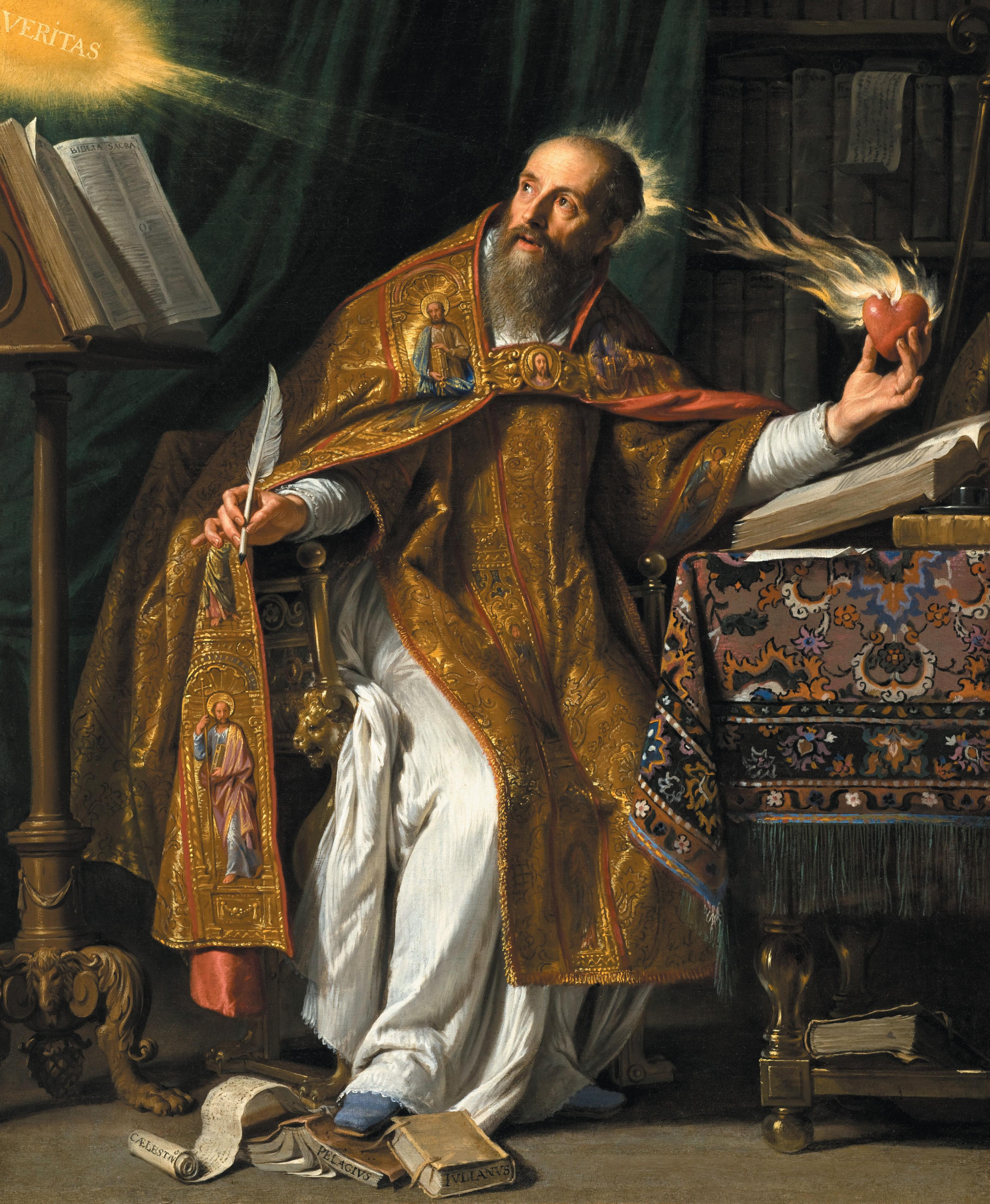
Augustin d'Hippone (par Philippe de Champaigne

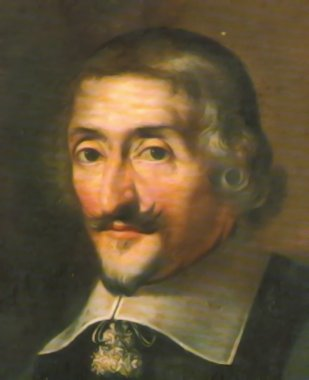
Claude Favre de Vaugelas (1585-1650)

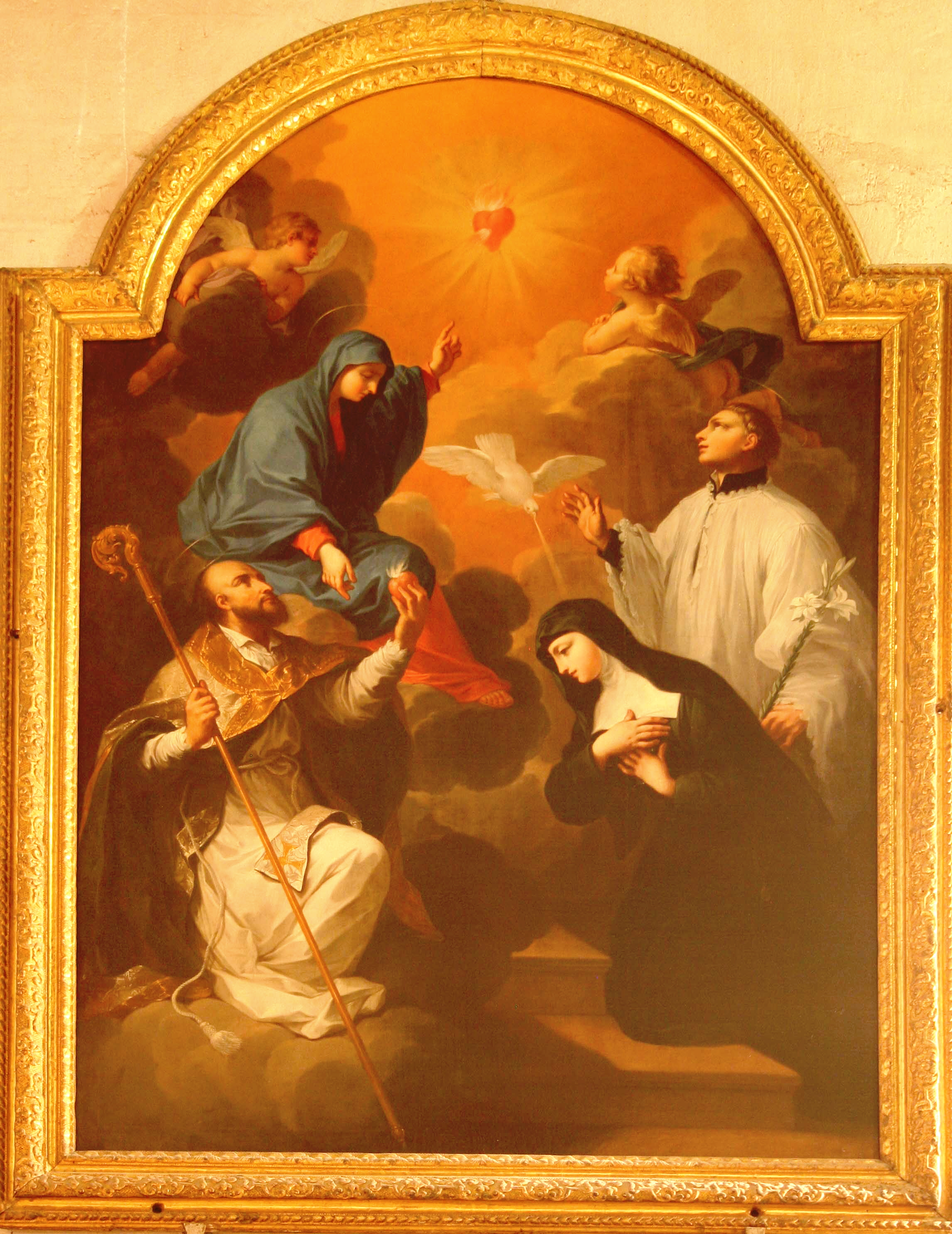
François de Sales et Jeanne de Chantal (par Pierre Parrocel)

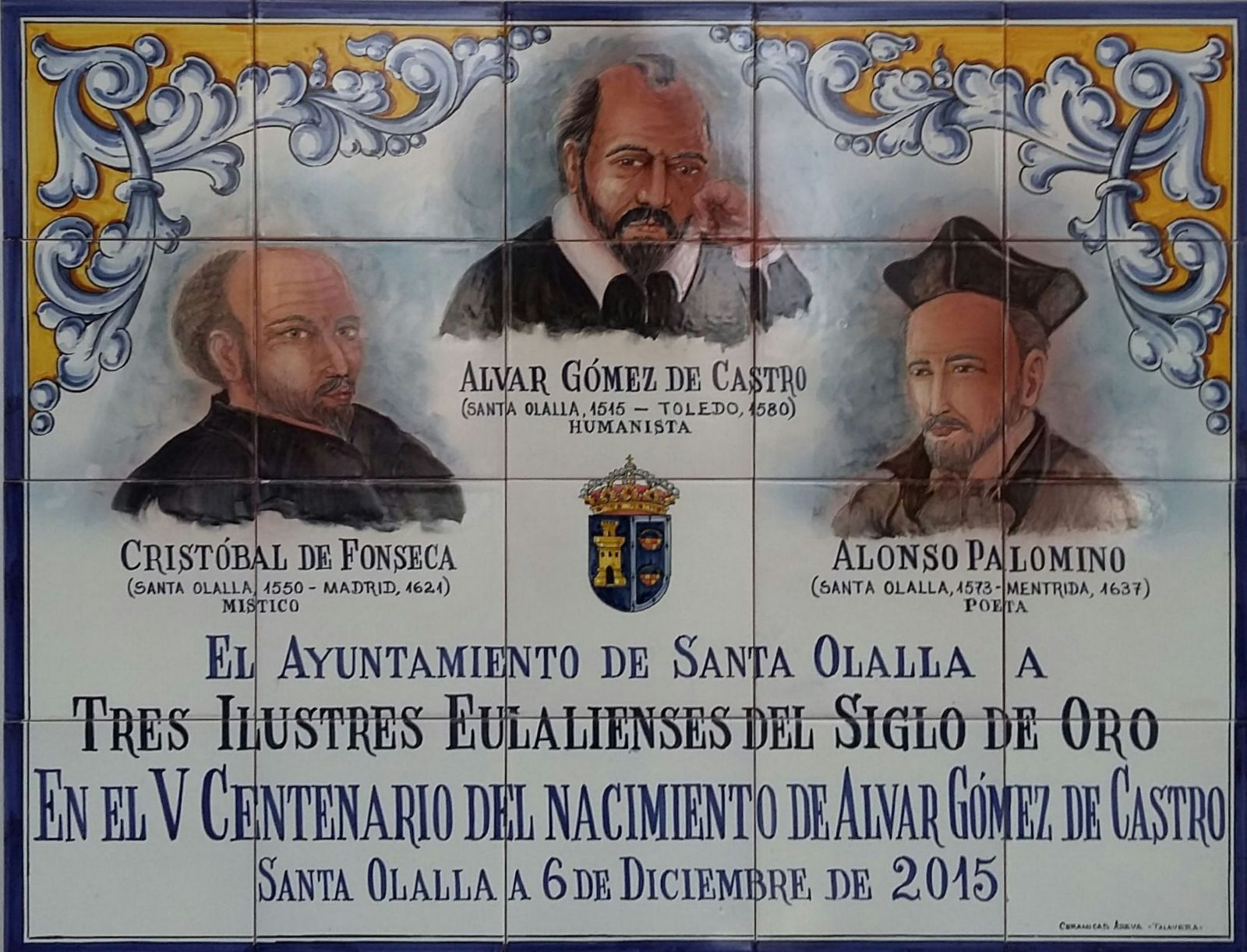
Plaque en son honneur à Santa Ollala

Cristobal est entré dans l'ordre des ermites de saint Augustin à Tolède, non loin de son bourg natal de Santa Olalla, le 8 février 1566. Après avoir étudié la philosophie à Burgos et la théologie à l'université de Salamanque, il est nommé prieur de la communauté de Ségovie en 1591. Élu en 1609 provincial de Castille, il sera encore définiteur de la province en 1609, 1615 et 1618, avant de mourir à Madrid, le 9 novembre 1621. Sa disparition met un terme au succès foudroyant remporté par ses livres en Espagne comme à l'étranger, ainsi qu'en témoignent les réimpressions et traductions effectuées du vivant de l'auteur : son Tratados de l'amor de Dios ne connut pas moins de seize éditions espagnoles jusqu'en 1613. C'est un augustin des Pays-Bas méridionaux, Cornelius De Corte, qui se chargea de la diffusion en latin de ce traité, ainsi que des sermons quadragésimaux.

## Postérité
Autrefois loué par Cervantes et Lope de Vega, on reproche aujourd'hui à Cristobal de Fonseca un manque de structure logique dans l'exposé, ainsi qu'un recours systématique aux facilités de la compilation, pour laquelle il utilise Platon, le Pseudo-Denys et Léon l'Hébreu. Il demeure cependant l'un des auteurs les plus représentatifs de la spiritualité des augustins espagnols de la Renaissance, dont il reprend les principales caractéristiques : emploi de la philosophie platonicienne, célébration de l'amour de Dieu, et souci de l'élégance littéraire. Une certaine proximité thématique entre ses œuvres et celles de François de Sales, offre l'exemple, parmi tant d'autres, du passage de relais de la mystique espagnole du XVIe siècle vers l'École française de spiritualité du XVIIe siècle. À ce propos, il n'est pas sans intérêt de souligner que Claude Favre de Vaugelas, qui réalisa la traduction de l'un des ouvrages de Fonseca, était un intime de l'évêque d'Annecy.

### Œuvres
- Tratado del amor de Dios (Salamanque, 1592); 2 traductions italiennes (Brescia, 1602; Venise, 1608); 1 traduction française Par Nicolas Maillard, célestin (Paris, 1605); 1 traduction latine par Cornelius De Corte : Amphiteatrum amorum (1623)
- Segunda parte del amor de Dios (2 volumes, Valence, 1608; avec la 1re partie in-folio, Madrid, 1620, 1622)
- Vida de Christo Señor Nuestro (4 volumes, Tolède 1596, 1601; Madrid, 1605, 1611); traduction italienne des 3 premiers livres par G. Givelli : Discorsi scritturali e morali sopra gli evangeli correnti di tutto l'anno (Venise 1612, 1622; Brescia, 1617); traduction française par R. Gaultier : Sermons sur les dimanches et festes de l'année (2 volumes, Paris, 1613)
- Discorsos para todos los evangelios de la quaresma (Madrid, 1614); traduction française par Claude Favre de Vaugelas : Sermons de Fonsèque sur tous les évangiles de caresme (Paris, 1618); traduction latine par Cornelius De Corte : Sermones quadragésimales (Cologne, 1628); traduction anglaise par James Mabbie (Londres, 1629).

### Études
- D. Gutierrez, Fonseca Christophe de, in Dictionnaire de spiritualité ascétique et mystique, tome V, Paris, Beauchesne, 1964, p. 666-667.
- M. Olphe-Galliard, Contemplation au XVIe siècle, p. 2013-2036, in Dictionnaire de spiritualité ascétique et mystique, tome II, Paris, Beauchesne, 1953, p. 2019.